# Mohgaon
Mohgaon är en ort i Indien.   Den ligger i distriktet Chhindwāra och delstaten Madhya Pradesh, i den centrala delen av landet, 800 km söder om huvudstaden New Delhi. Mohgaon ligger 371 meter över havet och antalet invånare är 10 446.
Terrängen runt Mohgaon är platt. Runt Mohgaon är det ganska tätbefolkat, med 192 invånare per kvadratkilometer. Närmaste större samhälle är Sausar, 6,5 km öster om Mohgaon. Trakten runt Mohgaon består till största delen av jordbruksmark.